# Мо (префектура)
Префектура Мо (фр. Préfecture de Mô) — префектура, розташована в Центральному регіоні Того. Центр префектури — місто Джаркпанга. Префектура складається з 2 комун, що діляться на 5 кантонів.

## Населення
За оцінкою перепису 2022 року, в регіоні проживає 52 448 жителів. 84,5% населення проживають у сільській місцевості.
| Комуна | Населення (2022) |
| ------ | ---------------- |
| Мо 1   | 30 522           |
| Мо 2   | 21 926           |